# Rhysodesmus angustus
Rhysodesmus angustus är en mångfotingart som beskrevs av Loomis 1966. Rhysodesmus angustus ingår i släktet Rhysodesmus och familjen Xystodesmidae. Inga underarter finns listade i Catalogue of Life.